# Estación de ferrocarril de Delhi Junction
Delhi Junction, también conocida como Old Delhi Railway Station o «antigua estación de Delhi» (código de estación: DLI), es la estación de ferrocarril más antigua de la ciudad de Delhi, India, y una estación de cruce. Fue inaugurada en 1864 y es una de las estaciones de ferrocarril más concurridas de la India en términos de frecuencia. Alrededor de 250 trenes comienzan, terminan o pasan por la estación diariamente.
Se estableció cerca de Chandni Chowk en 1864 cuando los trenes de Howrah, Calcuta, comenzaron a operar hasta Delhi. Su edificio actual fue construido por el gobierno de la India británica al estilo del fuerte rojo cercano y se inauguró en 1903. Ha sido una importante estación de ferrocarril del país y precedió a la estación de ferrocarril de Nueva Delhi por unos 60 años. La estación de metro Chandni Chowk del metro de Delhi está cerca.

## Historia
La estación comenzó con un ferrocarril de vía ancha desde Calcuta en 1864. El ancho métrico de Delhi a Rewari y más allá de Ajmer fue colocado en 1873 por Rajputana State Railway y los trenes de ancho métrico de esta estación comenzaron en 1876.
El edificio actual de la estación fue construido en 1900 y abierto al público en 1903. Comenzó con solo 2 plataformas y 1000 pasajeros, la estación de trenes de Delhi ahora maneja a más de 180 000 pasajeros y alrededor de 190 trenes comienzan, terminan o pasan por la estación diariamente.

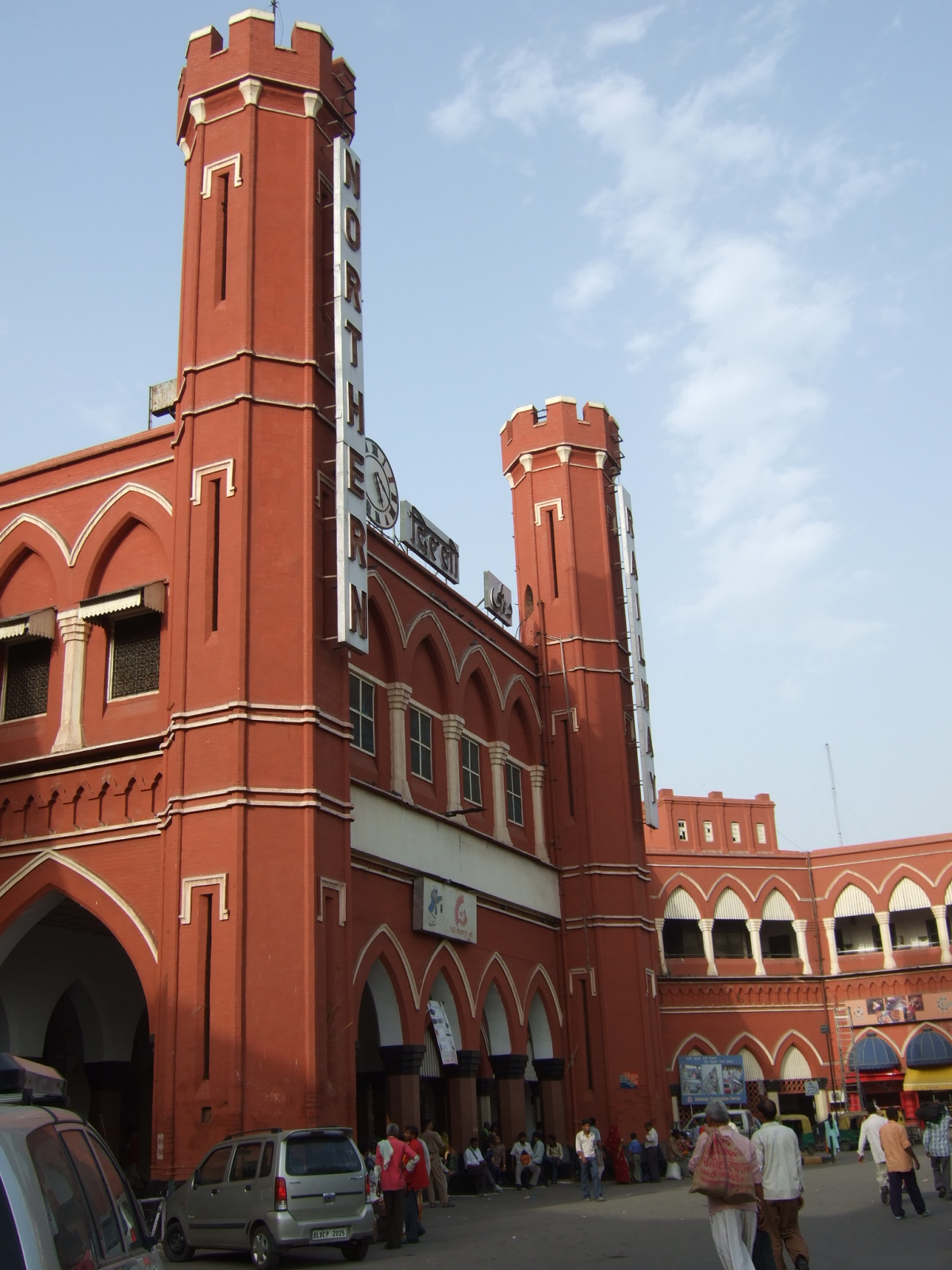
Imagen de la estación.

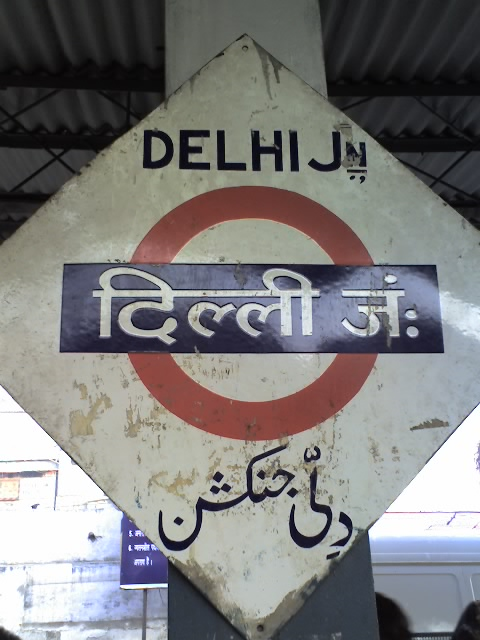
Antiguo cruce de Delhi.

En 1904 se abrió la línea Agra-Delhi. Delhi era entonces parte de seis sistemas ferroviarios. East Indian Railway, North-Western Railway y Oudh and Rohilkhand Railway ingresaron desde Ghaziabad cruzando el río Yamuna. Delhi - Panipat - Ambala Cantonment - Kalka Railway corrió hacia el norte desde Delhi, y el ferrocarril Rajputana-Malwa atravesó el distrito de Delhi por una corta distancia en dirección a Gurgaon y Rewari Junction.
La estación de tren de Delhi fue construida en piedra roja para dar el efecto del cercano e histórico Fuerte Rojo. El edificio de la estación tenía seis torres de reloj y la torre 4 todavía está en uso como tanque de agua.
Esta estación sirvió como la estación principal de Delhi, acogiendo la unión de cuatro ferrocarriles hasta la apertura de la estación de tren de Nueva Delhi en 1926 antes de la inauguración de la ciudad de Nueva Delhi en 1931. La vía ferroviaria de Agra-Delhi atravesó el sitio destinado al hexagonal War Memorial (ahora llamado India Gate) y Kingsway (ahora llamado Rajpath). East Indian Railway Company cambió la línea a lo largo del río Yamuna y abrió la nueva vía en 1924.
La estación fue remodelada en 1934-1935, cuando se ampliaron sus plataformas y se introdujeron señales de energía. Una nueva entrada desde el lado de Kashmere Gate se creó en la década de 1990 y se agregaron nuevas plataformas. Las plataformas se volvieron a numerar en septiembre de 2011. Los números que comenzaron desde la entrada de Kashmere Gate como 1A y terminaron en 18 cerca de la entrada principal se volvieron a numerar comenzando como 1 desde la entrada principal y terminando a las 16 en la entrada de Kashmere Gate y algunas plataformas se fusionaron para formar plataformas largas para acomodar trenes de 24 vagones. El edificio de la estación se renovó en 2012-13.
Anteriormente, Delhi manejaba trenes de vía ancha y métrica. Desde 1994, es una estación puramente vía ancha y el tráfico de ancho métrico se ha trasladado a la estación Delhi Sarai Rohilla.
En 2016, Vivaan Solar, una compañía con sede en Gwalior, ganó el contrato para instalar 2.2 MW de proyecto solar en la azotea en la estación de ferrocarril a fines de 2016. El proyecto de energía solar que se establecerá bajo la Asociación Público Privada y también será responsable del mantenimiento de la planta por un período de 25 años.